# Olympische Sommerspiele 2016/Badminton (Mixed)
Der Mixedwettbewerb im Badminton bei den Olympischen Spielen 2016 in Rio de Janeiro wurde vom 11. bis 17. August 2016 im „Pavilion 4“ des Riocentro ausgetragen. 32 Sportler nahmen daran teil.
Es wurden 4 Mixedpaarungen gesetzt, die auf die vier Gruppen verteilt wurden. In den Gruppen spielte jedes Doppel gegeneinander, der Gruppensieger und der Gruppenzweite qualifizierte sich für die nächste Runde, die im K.-o.-System gespielt wurde, bei der die Sieger die nächste Runde erreichten. Die Verlierer der Halbfinals spielten dann die Bronzemedaille aus.

## Setzliste
| Nr. | Spieler                                       | Erreichte Runde |
| --- | --------------------------------------------- | --------------- |
| 01. | Zhang Nan / Zhao Yunlei                       | Bronze          |
| 02. | Ko Sung-hyun / Kim Ha-na                      | Viertelfinale   |
| 03. | Tontowi Ahmad / Liliyana Natsir               | Gold            |
| 04. | Joachim Fischer Nielsen / Christinna Pedersen | Gruppenphase    |

## Resultate

### Gruppenphase

#### Gruppe A
| Team                                 | Spiele | gew. | verl. | Sätze gew. | Sätze verl. | Punkte  |
| ------------------------------------ | ------ | ---- | ----- | ---------- | ----------- | ------- |
| Zhang Nan / Zhao Yunlei (1)          | 3      | 3    | 0     | 6          | 0           | 126:095 |
| Praveen Jordan / Debby Susanto       | 3      | 2    | 1     | 4          | 3           | 132:121 |
| Reginald Lee Chun Hei / Chau Hoi Wah | 3      | 1    | 2     | 3          | 4           | 121:134 |
| Michael Fuchs / Birgit Michels       | 3      | 0    | 3     | 0          | 6           | 097:126 |

| Team 1                             | Ergebnis              | Team 2                             |
| 11. August, 08:00 Uhr              | 11. August, 08:00 Uhr | 11. August, 08:00 Uhr              |
| ---------------------------------- | --------------------- | ---------------------------------- |
| Zhang Nan (1) Zhao Yunlei (1)      | 21:19 21:16           | Michael Fuchs Birgit Michels       |
| 11. August, 10:45 Uhr              |                       |                                    |
| Praveen Jordan Debby Susanto       | 21:12 19:21 :15       | Reginald Lee Chun Hei Chau Hoi Wah |
| 12. August, 08:05 Uhr              |                       |                                    |
| Zhang Nan (1) Zhao Yunlei (1)      | 21:16 21:15           | Reginald Lee Chun Hei Chau Hoi Wah |
| 12. August, 10:05 Uhr              |                       |                                    |
| Praveen Jordan Debby Susanto       | 21:16 21:15           | Michael Fuchs Birgit Michels       |
| 13. August, 16:40 Uhr              |                       |                                    |
| Zhang Nan (1) Zhao Yunlei (1)      | 21:11 21:18           | Praveen Jordan Debby Susanto       |
| 13. August, 16:40 Uhr              |                       |                                    |
| Reginald Lee Chun Hei Chau Hoi Wah | 21:17 21:14           | Michael Fuchs Birgit Michels       |

#### Gruppe B
| Team                                              | Spiele | gew. | verl. | Sätze gew. | Sätze verl. | Punkte  |
| ------------------------------------------------- | ------ | ---- | ----- | ---------- | ----------- | ------- |
| Robert Mateusiak / Nadieżda Zięba                 | 3      | 2    | 1     | 4          | 4           | 160:148 |
| Xu Chen / Ma Jin                                  | 3      | 2    | 1     | 5          | 4           | 169:165 |
| Chris Adcock / Gabrielle Adcock                   | 3      | 1    | 2     | 4          | 5           | 175:182 |
| Joachim Fischer Nielsen / Christinna Pedersen (4) | 3      | 1    | 2     | 4          | 4           | 158:167 |

| Team 1                                              | Ergebnis              | Team 2                          |
| 11. August, 16:40 Uhr                               | 11. August, 16:40 Uhr | 11. August, 16:40 Uhr           |
| --------------------------------------------------- | --------------------- | ------------------------------- |
| Xu Chen Ma Jin                                      | 13:21 22:20 21:15     | Chris Adcock Gabrielle Adcock   |
| 11. August, 16:40 Uhr                               |                       |                                 |
| Joachim Fischer Nielsen (4) Christinna Pedersen (4) | 21:18 23:21           | Robert Mateusiak Nadieżda Zięba |
| 12. August, 08:50 Uhr                               |                       |                                 |
| Xu Chen Ma Jin                                      | 21:13 09:21 19:21     | Robert Mateusiak Nadieżda Zięba |
| 12. August, 09:35 Uhr                               |                       |                                 |
| Joachim Fischer Nielsen (4) Christinna Pedersen (4) | 19:21 24:22 17:21     | Chris Adcock Gabrielle Adcock   |
| 13. August, 08:25 Uhr                               |                       |                                 |
| Joachim Fischer Nielsen (4) Christinna Pedersen (4) | 24:22 14:21 16:21     | Xu Chen Ma Jin                  |
| 13. August, 10:45 Uhr                               |                       |                                 |
| Chris Adcock Gabrielle Adcock                       | 21:18 25:27 09:21     | Robert Mateusiak Nadieżda Zięba |

#### Gruppe C
| Team                                | Spiele | gew. | verl. | Sätze gew. | Sätze verl. | Punkte  |
| ----------------------------------- | ------ | ---- | ----- | ---------- | ----------- | ------- |
| Tontowi Ahmad / Liliyana Natsir (3) | 3      | 3    | 0     | 6          | 0           | 126:065 |
| Chan Peng Soon / Goh Liu Ying       | 3      | 2    | 1     | 4          | 2           | 110:106 |
| Bodin Isara / Savitree Amitrapai    | 3      | 1    | 2     | 2          | 4           | 098:115 |
| Robin Middleton / Leanne Choo       | 3      | 0    | 3     | 0          | 6           | 078:126 |

| Team 1                                | Ergebnis              | Team 2                         |
| 11. August, 15:30 Uhr                 | 11. August, 15:30 Uhr | 11. August, 15:30 Uhr          |
| ------------------------------------- | --------------------- | ------------------------------ |
| Tontowi Ahmad (3) Liliyana Natsir (3) | 21:70 21:80           | Robin Middleton Leanne Choo    |
| 11. August, 16:40 Uhr                 |                       |                                |
| Chan Peng Soon Goh Liu Ying           | 21:13 21:19           | Bodin Isara Savitree Amitrapai |
| 12. August, 11:55 Uhr                 |                       |                                |
| Tontowi Ahmad (3) Liliyana Natsir (3) | 21:11 21:13           | Bodin Isara Savitree Amitrapai |
| 12. August, 15:55 Uhr                 |                       |                                |
| Chan Peng Soon Goh Liu Ying           | 21:17 21:15           | Robin Middleton Leanne Choo    |
| 13 August, 10:10 Uhr                  |                       |                                |
| Tontowi Ahmad (3) Liliyana Natsir (3) | 21:15 21:11           | Chan Peng Soon Goh Liu Ying    |
| 13. August, 21:05 Uhr                 |                       |                                |
| Bodin Isara Savitree Amitrapai        | 21:13 21:18           | Robin Middleton Leanne Choo    |

#### Gruppe D
| Team                          | Spiele | gew. | verl. | Sätze gew. | Sätze verl. | Punkte  |
| ----------------------------- | ------ | ---- | ----- | ---------- | ----------- | ------- |
| Ko Sung-hyun / Kim Ha-na (2)  | 3      | 3    | 0     | 6          | 0           | 130:082 |
| Kenta Kazuno / Ayane Kurihara | 3      | 2    | 1     | 4          | 2           | 124:097 |
| Jacco Arends / Selena Piek    | 3      | 1    | 2     | 2          | 4           | 095:118 |
| Phillip Chew / Jamie Subandhi | 3      | 0    | 3     | 0          | 6           | 074:126 |

| Team 1                         | Ergebnis              | Team 2                      |
| 11. August, 09:00 Uhr          | 11. August, 09:00 Uhr | 11. August, 09:00 Uhr       |
| ------------------------------ | --------------------- | --------------------------- |
| Kenta Kazuno Ayane Kurihara    | 21:14 21:19           | Jacco Arends Selena Piek    |
| 11. August, 09:35 Uhr          |                       |                             |
| Ko Sung-hyun (2) Kim Ha-na (2) | 21:10 21:12           | Phillip Chew Jamie Subandhi |
| 12. August, 15:30 Uhr          |                       |                             |
| Kenta Kazuno Ayane Kurihara    | 21:60 21:12           | Phillip Chew Jamie Subandhi |
| 12. August, 16:40 Uhr          |                       |                             |
| Ko Sung-hyun (2) Kim Ha-na (2) | 21:10 21:10           | Jacco Arends Selena Piek    |
| 13. August, 09:00 Uhr          |                       |                             |
| Ko Sung-hyun (2) Kim Ha-na (2) | 25:23 21:17           | Kenta Kazuno Ayane Kurihara |
| 13. August, 15:55 Uhr          |                       |                             |
| Jacco Arends Selena Piek       | 21:15 21:19           | Phillip Chew Jamie Subandhi |

### Finalrunde
|  | Viertelfinale | Viertelfinale                   | Viertelfinale                 | Viertelfinale | Viertelfinale |                               |    | Halbfinale | Halbfinale       | Halbfinale       | Halbfinale       | Halbfinale       |                  |   | Finale                        | Finale                | Finale | Finale | Finale |
|  |               |                                 |                               |               |               |                               |    |            |                  |                  |                  |                  |                  |   |                               |                       |        |        |        |
|  | 1             | Zhang Nan Zhao Yunlei           | 21                            | 21            |               |                               |    |            |                  |                  |                  |                  |                  |   |                               |                       |        |        |        |
|  |               | Kenta Kazuno Ayane Kurihara     | 14                            | 12            |               |                               |    |            |                  |                  |                  |                  |                  |   |                               |                       |        |        |        |
|  |               | Kenta Kazuno Ayane Kurihara     | 14                            | 12            | 1             | Zhang Nan Zhao Yunlei         | 16 | 15         |                  |                  |                  |                  |                  |   |                               |                       |        |        |        |
|  |               |                                 |                               |               |               | Zhang Nan Zhao Yunlei         | 16 | 15         |                  |                  |                  |                  |                  |   |                               |                       |        |        |        |
|  |               | 3                               | Tontowi Ahmad Liliyana Natsir | 21            | 21            |                               |    |            |                  |                  |                  |                  |                  |   |                               |                       |        |        |        |
|  | 3             | 3                               | Tontowi Ahmad Liliyana Natsir | 21            | 21            | Tontowi Ahmad Liliyana Natsir | 21 | 21         |                  |                  |                  |                  |                  |   |                               |                       |        |        |        |
|  | 3             |                                 |                               |               |               |                               |    | 21         |                  |                  |                  |                  |                  |   |                               |                       |        |        |        |
|  |               | Praveen Jordan Debby Susanto    | 16                            | 11            |               |                               |    |            |                  |                  |                  |                  |                  |   |                               |                       |        |        |        |
|  |               |                                 |                               |               |               |                               |    |            |                  |                  |                  |                  |                  | 3 | Tontowi Ahmad Liliyana Natsir | 21                    | 21     |        |        |
|  |               |                                 | Chan Peng Soon Goh Liu Ying   | 14            | 12            |                               |    |            |                  |                  |                  |                  |                  |   |                               |                       |        |        |        |
|  |               | Chan Peng Soon Goh Liu Ying     | 21                            | 21            |               |                               |    |            |                  |                  |                  |                  |                  |   |                               |                       |        |        |        |
|  |               | Robert Mateusiak Nadieżda Zięba | 17                            | 10            |               |                               |    |            |                  |                  |                  |                  |                  |   |                               |                       |        |        |        |
|  |               | Robert Mateusiak Nadieżda Zięba | 17                            | 10            |               | Chan Peng Soon Goh Liu Ying   | 21 | 21         |                  |                  |                  |                  |                  |   |                               |                       |        |        |        |
|  |               |                                 |                               |               |               | Chan Peng Soon Goh Liu Ying   | 21 | 21         |                  |                  |                  |                  |                  |   |                               |                       |        |        |        |
|  |               |                                 | Xu Chen Ma Jin                | 12            | 19            |                               |    |            | Spiel um Platz 3 | Spiel um Platz 3 | Spiel um Platz 3 | Spiel um Platz 3 | Spiel um Platz 3 |   |                               |                       |        |        |        |
|  |               | Xu Chen Ma Jin                  | Xu Chen Ma Jin                | 12            | 19            | 21                            | 21 |            | Spiel um Platz 3 | Spiel um Platz 3 | Spiel um Platz 3 | Spiel um Platz 3 | Spiel um Platz 3 |   |                               |                       |        |        |        |
|  |               |                                 |                               |               |               |                               |    |            |                  |                  |                  |                  |                  |   |                               |                       |        |        |        |
|  | 2             | Ko Sung-hyun Kim Ha-na          | 17                            | 18            |               |                               |    |            |                  |                  |                  |                  |                  |   | 1                             | Zhang Nan Zhao Yunlei | 21     | 21     |        |
|  |               |                                 |                               |               |               |                               |    |            |                  |                  |                  |                  |                  |   |                               | Xu Chen Ma Jin        | 7      | 11     |        |